# Вагнер, Джозеф
Джозеф Фредерик Вагнер (англ. Joseph Frederick Wagner; 9 января 1900, Спрингфилд, Массачусетс — 12 октября 1974, Лос-Анджелес) — американский композитор и дирижёр.
Учился игре на фортепиано у Феликса Фокса, затем окончил Консерваторию Новой Англии (1923) по классу композиции Фредерика Конверса, в дальнейшем совершенствовался в Европе у Альфредо Казеллы и Нади Буланже, как дирижёр учился у Пьера Монтё и Феликса Вайнгартнера. В 1925—1944 гг. преподавал музыку в различных учебных заведениях Бостона (в том числе в 1929—1940 гг. в Бостонском университете), одновременно руководил Бостонским городским симфоническим оркестром. В 1945—1947 гг. преподавал в Бруклинском колледже, в 1945—1956 гг. в Хантерском колледже. Одновременно в 1947—1950 гг. возглавлял Дулутский симфонический оркестр, а в 1950—1954 гг. — Национальный симфонический оркестр Коста-Рики. С 1960 г. руководил кафедрой теории музыки в Лос-Анджелесской консерватории, с 1963 г. профессор Пеппердайнского университета в Лос-Анджелесе.
Автор балетов «День рождения инфанты» (англ. The Birthday of the Infanta; 1935) и «Гудзонская легенда» (англ. Hudson River Legend; 1941), четырёх симфоний (1944, 1945, 1951, 1974) и двух симфониетт, двух скрипичных концертов (1919—1930, 1956), скрипичной (1941), виолончельной (1943) и фортепианной (1946) сонат, других камерных и хоровых сочинений. В поздних сочинениях активно использовал битональность. Написал учебник оркестровки (1958).